# Fay Weldon
Fay Weldon CBE (22 de setembro de 1931 – 4 de janeiro de 2023) foi uma romancista britânica, escritora de contos, teatróloga e ensaísta, cujo trabalho tem sido associado ao Feminismo. Na sua ficção, Weldon tipicamente retrata mulheres contemporâneas que ficam "presas" em situações opressivas causadas pela estrutura patriarcal da sociedade ocidental, em particular a britânica.

## Biografia
Weldon nasceu como Franklin Birkinshaw' em Alvechurch, Worcestershire, Inglaterra, numa família literária. Seu avô materno, Edgar Jepson (1863-1938), e sua mãe, Margaret (que usava o pseudônimo Pearl Bellairs — uma personagem de Crome Yellow, uma novela de 1922 de Aldous Huxley) escreviam novelas. Fay Weldon passou seus primeiros anos de vida em Auckland, na Nova Zelândia, onde seu pai trabalhava como médico. Porém, aos catorze anos, depois do divórcio de seus pais, ela mudou-se para a Inglaterra com sua mãe e com sua irmã Jane e, desde então, nunca mais viu seu pai.
Ela foi para a Universidade de St Andrews, na Escócia, para estudar psicologia e economia, mas mudou-se para Londres ao dar luz a uma criança ilegítima. Logo depois, Fay casou-se com seu primeiro marido, Ronald Bateman, um professor que tinha vinte anos a mais do que ela e que não era o pai biológico de seu filho. Eles começaram a viver em Acton, Londres, e se divorciaram dois anos depois. Para sustentar ela mesma e seu filho, que estava indo para a escola, Weldon começou a trabalhar na indústria de publicidade. Como chefe de preparação de escrito e matéria de propaganda, ela foi num momento responsável pela publicação da frase "Go to work on an egg" — cujo propósito era colocar ovos no café da manhã das pessoas, para iniciar bem o dia. Uma vez, ela cunhou o slogan "Vodka gets you drunker quicker". Ela disse numa entrevista com o jornal The Guardian: "Apenas pareceu... ser óbvio que pessoas que quisessem beber rápido, precisariam saber disso". Seus chefes discordaram e suprimiram o slogan.
Aos 29 anos, ela conheceu Ronald Weldon, um comerciante de antigualhas. Eles se casaram e tiveram três filhos juntos. Foi durante a segunda gravidez de Weldon que Ronald começou a escrever para o rádio e para a televisão. Poucos anos depois, em 1967, ela publicou seu primeiro romance, The Fat Woman's Joke. Nos trinta anos seguintes, ela construiu uma carreira bem-sucedida, publicando vinte romances, coleções de contos, filmes de televisão, artigos de jornais e revistas e tornando-se um rosto e uma voz bastante conhecidos na BBC. Em 1971, escreveu o primeiro episódio da série de televisão Upstairs, Downstairs, pelo qual ela ganhou o prêmio Writers Guild pelo melhor roteiro de série de televisão britânica. Ela escreveu também o roteiro da adaptação para minissérie (de 1980, da BBC) de Pride and Prejudice, de Jane Austen, estreando Elizabeth Garvie e David Rintoul. Em 1989, ela contribuiu para o libreto do teatro musical Someone Like You (com a cantora Petula Clark) do teatro West End.
Em 1994, Ronald e Fay Weldon divorciaram-se. Foi casada com Nick Fox, um poeta, com quem viveu em Hampstead, Londres.
Weldon morreu em 4 de janeiro de 2023, aos 91 anos de idade.

## Romances
- The Fat Woman's Joke (1967)
- Down Among the Women (1971)
- Female Friends (1975)
- Remember Me (1976)
- Little Sisters (1977)
- Praxis (1978)
- Puffball (1980)
- The President's Child (1982)
- Vida e amores de uma mulher demónio - no original The Life and Loves of a She-Devil (1983)
- A Academia Shrapnel - no original The Shrapnel Academy (1986)
- The Heart of the Country (1987)
- The Hearts and Lives of Men (1987)
- Leader of the Band (1988)
- The Cloning of Joanna May (1989)
- Darcy's Utopia (1990)
- Affliction (1994)
- Growing Rich (1992)
- As leis da vida - no original Life Force (1992)
- Spitting (1995)
- Worst Fears (1996)
- Big Women (1997)
- Rhode Island Blues (2000)
- The Bulgari Connection (2001)
- Mantrapped (2004)
- She May Not Leave (2006)

Weldon publicou sua Autobiografia, Auto de Fay, em 2002 (uma alusão para Auto-de-fé)